# Бестужев Михайло Олександрович
Бестужев Михайло Олександрович (22 вересня 1800 — 22 червня 1871) — декабрист, брат Бестужева Миколи Олександровича, Бестужева Олександра Олександровича та Бестужева Петра Олександровича.
Штабс-капітан лейб-гвардії Московського полку. Член Північного товариства з 1824 року, активний учасник повстання на Сенатській площі. Заарештований 14 грудня 1825 року і ув'язнений в Алексєєвському равеліні Петропавлівський фортеці. Засуджений за 2 разрядом і за конфірмації, вирок — довічна каторга. У 1826 року строк каторги скорочено до 20 років.
Покарання відбував у Петровському заводі. Після закінчення строку каторжних робіт відправлений на поселення до міста Селінгінська.
За амністією 26 серпня 1856 року Бестужеву Михайлу дозволено оселитися у Москві, але він залишився у Селенгінську. Після смерті дружини, Селиванової Марії Миколаївни, в 1867 році повернувся до Москви, де і помер. Похований на Ваганьковському кладовищі.